# Stonehouse (Devon)

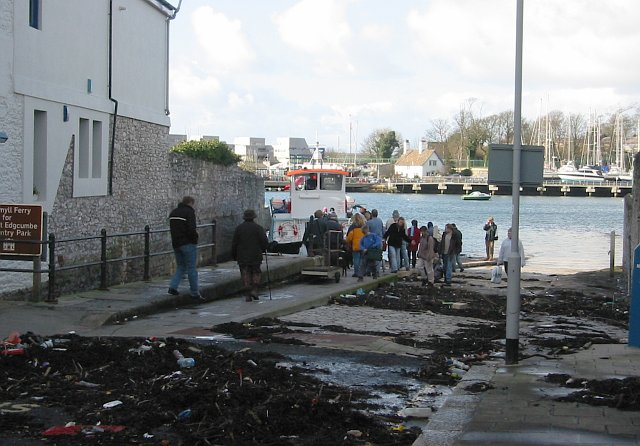
Die Fähre am Admiral’s Hard nach Cremyll

Stonehouse ist ein Stadtteil der südwestenglischen Stadt Plymouth. In der bis 1914 selbständigen Stadt befanden sich ab Ende des 18. Jahrhunderts bis nach dem Zweiten Weltkrieg wichtige Einrichtungen von Plymouth Dock, der späteren Marinebasis Devonport.

## Stonehouse im Mittelalter und in der frühen Neuzeit
Bereits im Domesday Book von 1084 wird der Ort als Stanehvs bezeichnet. Möglicherweise stammt der Name Stonehouse von einer Villa aus der Römerzeit, die im frühen Mittelalter noch erhalten war, weshalb der Ort von den angelsächsischen Siedlern seinen Namen erhielt.
Das Dorf lag auf einer Halbinsel am östlichen Ufer an der Mündung des Hamoaze, des Mündungstrichters des Tamars in den Plymouth Sound. Nach Norden wurde der Ort durch den Stonehouse Creek, einer sich tief ins Landesinnere einschneidenden gezeitenabhängigen Bucht des Hamoaze begrenzt, im Osten des Ortes lag die Mill Bay, eine weitere weit ins Inland reichende Bucht des Plymouth Sound.
Im Mittelalter wurde der Ort als East Stonehouse bezeichnet im Gegensatz zum auf dem westlichen Ufer des Hamoaze liegenden West Stonehouse. Die beiden Dörfer gehörten zum Besitz der Familie Valletort, aber auch die Buckland Abbey hatte Rechte in den Dörfern. 1204 wurde erstmals eine Fährverbindung zwischen East und West Stonehouse erwähnt. Vor 1275 übergab Roger de Valletort die Dörfer an seinen Schwiegersohn Ralph de Stonehouse, einem illegitimen Sohn von Richard von Cornwall. West Stonehouse wurde 1350 bei einem französischen Überfall während des Hundertjährigen Kriegs völlig zerstört, nach dem Wiederaufbau wurde die Siedlung Cremyll genannt. 1368 erbte Stephen Durnford Stonehouse. In East Stonehouse befand sich zu dieser Zeit ein befestigtes, Stonehouse Manor genanntes Herrenhaus mit einer angrenzenden, St George geweihten Kapelle. Eine weitere, St Lawrence geweihte Kapelle wird 1472 erstmals am Devil’s Point unmittelbar an der Mündung des Hamoaze genannt. 1493 fiel Stonehouse an Piers Edgcumbe, als er die verwitwete Joan Dynham, die Erbin des Durnford-Besitzes heiratete. 1525 erwarben die Edgcumbes weitere Ländereien nördlich des Stonehouse Creek von der Familie Wise, nach der Auflösung von Buckland Abbey erwarben sie 1535 deren Rechte in Stonehouse. Sie errichteten eine Brücke über dem oberen Teil des Stonehouse Creek sowie eine Gezeitenmühle. Nachdem Richard Edgcumbe anstelle des mittelalterlichen Stonehouse Manor bis 1553 Mount Edgcumbe House als neues Herrenhaus auf der Halbinsel Rame errichtet hatte, wurde die St George-Kapelle des alten Herrenhauses zur Dorfkapelle von Stonehouse.

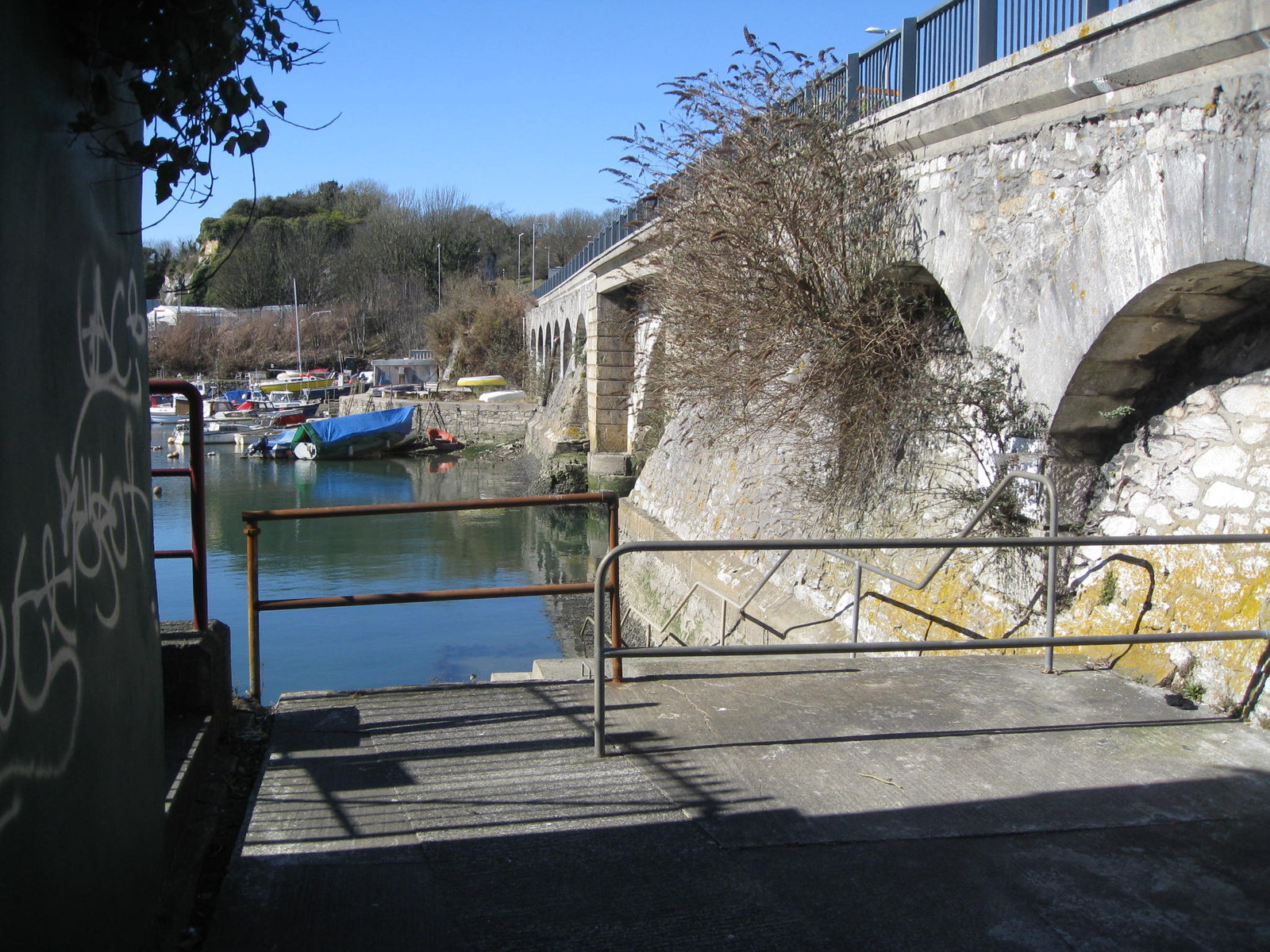
Stonehouse Creek Bridge

## Wachstum im 18. Jahrhundert

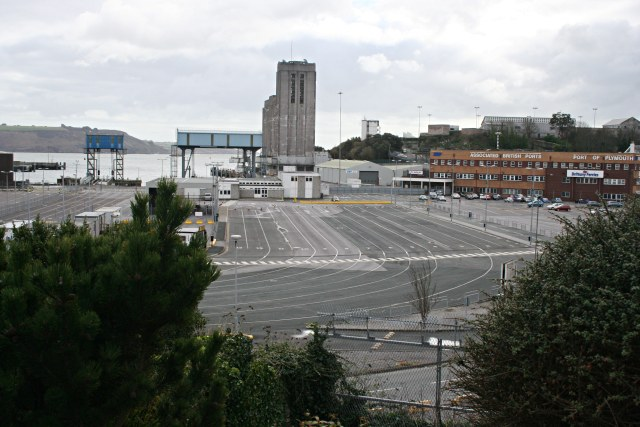
Der Fähranleger in Millbay

Stonehouse blieb ein kleines Fischerdorf mit etwa 700 Einwohnern, bis nördlich des Dorfes ab 1689 die Plymouth Dock genannte Marinewerft angelegt wurde. Zum Schutz der Zufahrt zur Marinewerft wurde 1701 bei Stonehouse eine erste Geschützbatterie errichtet. Die Marinewerft spielte in den Seekriegen des 18. Jahrhunderts eine wichtige Rolle und wurde ab Ende des 18. Jahrhunderts zu einem der wichtigsten Stützpunkte der Royal Navy. Von 1767 bis 1769 wurde eine von John Smeaton entworfene steinerne Brücke über den Stonehouse Creek errichtet, womit eine direkte Landverbindung nach Plymouth Dock ermöglicht wurde. Stonehouse entwickelte sich zu einer Wohnsiedlung für Arbeiter der Werft und für Marineangehörige, im Ort selbst entstanden ab dieser Zeit zahlreiche Einrichtungen des Marinestützpunktes wie das 1762 gegründete Royal Navy Hospital. Das Marinehospital lag am Stonehouse Creek, so dass die verwundeten und kranken Seeleute direkt per Boot ins Krankenhaus gebracht werden konnten. Das Krankenhaus wurde erst am 31. März 1995 geschlossen. Am gegenüberliegenden Ufer des Stonehouse Creek wurde gegen Ende des 18. Jahrhunderts das Stoke Military Hospital errichtet. Das Armeekrankenhaus nahm 1797 seinen Betrieb auf und wurde nach dem Ende des Zweiten Weltkriegs geschlossen. Auf dem Gelände befindet sich heute die Devonport High School for Boys.
1779 wurden weitere Befestigungen wie die Mount Wise Redoubt und Western King’s Redoubt errichtet, 1781 wurde mit dem Bau der Royal Marines Barracks, der Kasernen der Marineinfanterie begonnen, auf dem Mount Wise wurden Government House und weitere Gebäude als Residenzen und Kommandostellen für die Militärbefehlshaber errichtet. Die beiden alten Kapellen St George und St Lawrence wurden im 18. Jahrhundert abgebrochen, 1789 erhielt Stonehouse mit der St-George-Kirche eine eigene Pfarrkirche, die jedoch nach Kriegszerstörungen nach dem Zweiten Weltkrieg abgerissen wurde.

## Die Stadt im 19. Jahrhundert
1801 zählte Stonehouse 3407 Einwohner. 1824 wurde die unmittelbar an der Marinewerft gelegene Siedlung als Devonport selbständig, die Marinewerft selbst wurde 1843 in Devonport Dockyard umbenannt. Wegen des zunehmenden Zuzugs katholischer Arbeiter aus Irland wurde 1807 an der Saint Mary Street eine kleine katholische Kirche erbaut. Wegen des weiteren Wachstums der katholischen Gemeinde wurde sie durch die von 1858 bis 1880 erbaute römisch-katholische Kathedrale von Plymouth ersetzt.
Von 1826 bis 1835 wurde am Devil’s Point der Royal William Victualling Yard als zentrales Proviantmagazin für die Marinebasis errichtet. Die Küstenbefestigungen Eastern und Western King’s Redoubt wurden ab 1860 zu Teilen der inneren Verteidigungslinie des Fortgürtels um Plymouth ausgebaut.
Zu Beginn des 19. Jahrhunderts wurde die Millbay als Hafen und Anlegestelle ausgebaut. Die Hafenanlage wurde Millbay Docks oder Great Western Docks genannt. Heute befindet sich dort ein Fährterminal, eine Marina und ein Wohngebiet. Das als Deadlake bezeichnete nordwestliche Ende des Stonehouse Creek wurde gegen Ende des 19. Jahrhunderts trockengelegt und anlässlich des diamantenen Thronjubiläums von Königin Victoria als Victoria Park gestaltet. In den 1960er Jahren wurden weitere Teile der Bucht verfüllt.
1881 war Stonehouse eine Stadt mit etwa 15.000 Einwohnern, die eng mit den benachbarten Städten Plymouth und Devonport zusammengewachsen, aber dennoch politisch und verwaltungsmäßig selbständig war. Am 1. November 1914 schließlich wurden die drei Städte zum County Borough von Plymouth zusammengeschlossen.